# Journal de Télé-Luxembourg
Le Journal de Télé-Luxembourg est le journal télévisé luxembourgeois en français créé par Robert Diligent et Jacques Navadic le 15 septembre 1955 et diffusé tous les soirs à 20 h jusqu’en 1977, puis tous les soirs à 19 h 30 jusqu’en 1982 sur Télé-Luxembourg.

## Histoire du Journal Télévisé
Ce journal télévisé fut lancé quelques mois après l'inauguration de Télé-Luxembourg et fit grand bruit à la suite des vives protestations de la R.T.F., furieuse de voir deux de ses journalistes vedettes, Robert Diligent et Jacques Navadic, quitter Télé-Lille pour Télé-Luxembourg. 
Chaque soir à 20 heures, les deux présentateurs passaient en revue les informations locales (Grand-duché, Lorraine et Belgique) et internationales dans un style convivial et dynamique, tranchant avec l'austérité des journaux télévisés de la R.T.F. 
Le journal était alors réalisé depuis un bâtiment situé au pied du pylône-émetteur de Dudelange, forçant Robert Diligent et Jacques Navadic, véritables pionniers de l'information télévisée en Europe, à venir chaque jour dans ce petit bâtiment avec leurs films sous le bras. Lorsqu'il neigeait, ils devaient faire le dernier kilomètre à pied. Ce n'est qu'un an plus tard qu'est construite une tour de huit étages à la Villa Louvigny afin d'y abriter les bureaux et studios de la chaîne.
Robert Diligent était le Rédacteur en chef, puis fut directeur adjoint de l'information et Jacques Navadic fut le directeur de l’information de 1955 à 1984. Jean-René Guibert est intervenu comme journaliste complémentaire dans ce même journal sous l'ère Navadic-Diligent. Patrick Saint-Maurice fut à une certaine époque de cette ère le journaliste sportif du journal. Jean Stock arrive comme journaliste en 1967 et Patrick Charles en 1975.
En 1977, le journal passe de 20 h à 19 h 30, car son nouveau présentateur, René Guibert, souhaitait ainsi offrir un journal télévisé avant les grand-messes des chaînes françaises TF1 et Antenne 2 qui diffusaient des variétés à cet horaire. 
En 1982, en même temps que la chaîne qui devient RTL Télévision, le Journal de Télé-Luxembourg devient le JTL. Jean-Charles De Keyser a été un de ses journalistes, tout comme Patrick Charles, Serge Molitor, Marian Lacombe, Jean-François Richard et Alain Chartiez. Ces cinq derniers partiront en 1987 pour le lancement de M6 en France, tandis que Jean-Charles de Keyser se déplacera vers Bruxelles, prendre les commandes de RTL-TVI.

## Présentateurs
- Robert Diligent et Jacques Navadic : 1955-1970
- Robert Diligent : 1955-08/1984
- Dominique Remy
- Jean Stock : 1970-1977
- René Guibert : 1977-1982

#### Audio
- Écouter le générique du Journal de Télé-Luxembourg composé par Jean-Pierre Kemmer (format WMA)

#### Vidéos
- (fr) Indicatif et début du Journal de Télé-Luxembourg en 1957.
- (fr) Indicatif de fin du Journal de Télé-Luxembourg en 1957.
- (fr) Reportage de Jacques Navadic sur la visite au Luxembourg du Président Coty pour le Journal du 24 juin 1957.
- (fr) Extrait du Journal de Télé-Luxembourg en 1980 présenté par Robert Diligent.